# N’Bushe Wright

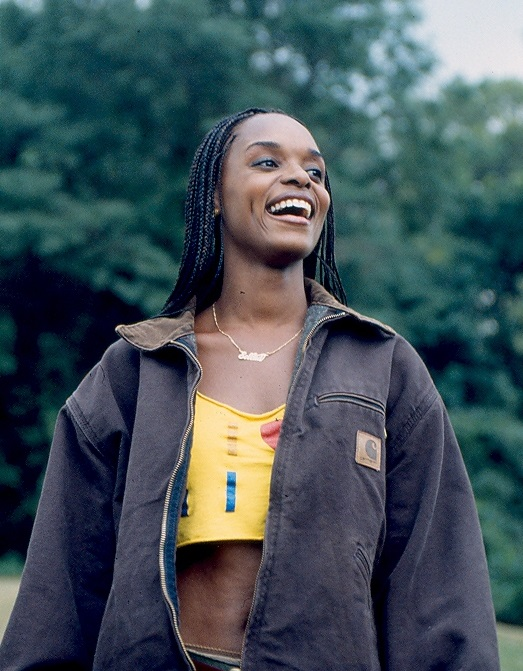
N’Bushe Wright am Set von Finger weg, Liebling! (1996)

N’Bushe Wright (* 20. September 1970 in New York City) ist eine US-amerikanische Schauspielerin.

## Leben
Der Vater der Afroamerikanerin N’Bushe Wright war der Jazzmusiker Suleiman-Marim Wright, ihre Mutter war eine Psychologin. Wright lernte im Alvin Ailey Dance Center und an der Martha Graham School of Dance das Tanzen, später lernte sie bei Stella Adler Schauspielkunst.
Wright debütierte im preisgekrönten Filmdrama Zebrahead aus dem Jahr 1992. In den Jahren 1992 bis 1993 war sie in einigen Folgen der Fernsehserie I’ll Fly Away zu sehen. Im Filmdrama Fresh (1994) spielte sie die drogenabhängige Schwester des Hauptcharakters Michael Fresh; Samuel L. Jackson spielte ihren Vater. Im Horrorfilm Blade (1998), in dem sie an der Seite von Wesley Snipes und Kris Kristofferson auftrat, spielte sie die von einem Vampir gebissene und infizierte Dr. Karen Jenson, die Blade unterstützt.
In der Komödie Dreimal ist einmal zu viel (2000) übernahm Wright eine der Hauptrollen. Eine weitere Hauptrolle spielte sie im preisgekrönten Filmdrama Civil Brand (2002). Für ihre Rolle in der Mini-Fernsehserie Widows (2002) wurde sie im Jahr 2003 für den Image Award nominiert.

## Filmografie (Auswahl)
- 1992: Zebrahead
- 1992–1993: I’ll Fly Away (Fernsehserie, 5 Episoden)
- 1994: Fresh
- 1995: Dead Presidents
- 1996: New York Undercover (Fernsehserie, 5 Episoden)
- 1996: Johns – Die Stricher von L.A. (Johns)
- 1997: Anleitung zum Mord (Close to Danger, Fernsehfilm)
- 1997: Finger weg, Liebling! (His and Hers)
- 1997: Squeeze
- 1997: A Woman Like That
- 1998: Blade
- 2000: Dreimal ist einmal zu viel (3 Strikes)
- 2001: UC: Undercover (Fernsehserie, 3 Episoden)
- 2002: Civil Brand
- 2002: Widows (Miniserie, 4 Episoden)
- 2004: Joy Road
- 2004: He Say… She Say… But What Does God Say?
- 2005: God’s Forgotten House
- 2006: Restraining Order
- 2018: A Talent for Trouble